# 東馬岸站
東馬岸站 位于马来西亚吉兰丹州馬樟县東馬岸，是东海岸线的其中一站。马来亚铁道公司是该车站的主要经营者。

## 主要路线
- 东方接驳列车 51 道北 - 立卑
- 东方接驳列车 51/52/57/60 道北 - 話望生
- 东方接驳列车 55/56 道北 - 達蓬